# متباينات الأجنحة
متباينات الأجنحة أو بق بَرّمائى، أو تحت رتبة هيتيروبترا (الاسم العلمي: Heteroptera)، هي رتيبة تحتوي على مجموعة من حوالي 40,000 نوع من حشرات نصفيات الأجنحة. "Heteroptera" هي كلمة يونانية تعني «متباين الأجنحة»: معظم الأنواع لها أجنحة أمامية بأجزاء غشائية ومصلبة (تسمى hemelytra)؛ أعضاء المجموعة الفرعية البدائية Enicocephalomorpha لديهم أجنحة غشائية بالكامل.